# Navia (rivière)
Le Navia est un cours d’eau espagnol d'une longueur de 159 km qui coule dans les communautés autonomes de la Galice et des Asturies. 
Il se jette dans la mer Cantabrique entre le cap San Agustín et Peñafurada.
Tous les ans une course de natation (es) se déroule dans ses eaux à la fin du mois d'août. Il existe quatre barrages construits sur son cours, le barrage de Suarna (es), le barrage de Salime, le barrage de Doiras (es) et le barrage d'Arbón (es).

## Source de la traduction
- (de) Cet article est partiellement ou en totalité issu de l’article de Wikipédia en allemand intitulé « Navia (Fluss) » (voir la liste des auteurs).